# Ferdinand Steves
Ferdinand Steves (* 17. Oktober 1886 in Schmalbroich, Kreis Kempen; † nach 1970) war ein deutscher Landwirt und Politiker (Zentrum).

## Leben
Steves war ein Bruder von Jakob Steves, Pfarrer von Wemb von 1930 bis 1952. Ferdinand Steves war Volksschullehrer, besuchte dann aber Berufsschulen und machte eine landwirtschaftliche Ausbildung. 1910 erwarb er das Gut Mellentin im Kreis Deutsch Krone in der Provinz Westpreußen, ab 1919/1920 Provinz Grenzmark Posen-Westpreußen. Ab 1929 war er ferner Mitpächter des Gutes Stradow. 
Steves war in der Deutschen Zentrumspartei aktiv. Er war Mitglied des Kreisausschusses von Deutsch Krone. Von März 1929 bis Juni 1929 war er für die Provinz Grenzmark Posen-Westpreußen Stellvertretender Bevollmächtigter zum Reichsrat, anschließend bis April 1933 Bevollmächtigter zum Reichsrat. Dem Provinziallandtag der Grenzmark Posen-Westpreußen gehörte er 1933 an. Noch nach der nationalsozialistischen Machtergreifung wurde er im April 1933 als stellvertretendes Mitglied in den Preußischen Staatsrat gewählt. Der Staatsrat wurde aber noch im ersten Jahr der NS-Herrschaft 1933 abgeschafft. Ferner war Steves Vorsitzender des Grenzmärkischen Bauernvereins, dann Mitglied der Reichsführergemeinschaft des deutschen Bauernstandes.
Nach 1945 lebte er als Landwirt in Neersen im Kreis Kempen-Krefeld. Er war, mindestens bis 1970, Präsident des Bauernverbandes der Vertriebenen Nordrhein-Westfalen eV.